# Juan de Zumárraga
Don Juan de Zumárraga y Arrazola (Durango, 1468 – Mexico-Stad, 3 juni 1548) was Franciscaan en de eerste Spaans-Baskische bisschop en aartsbisschop van Mexico-Stad. Hij schreef het eerste gedrukte boek van de America's, Doctrina breve, wat uitkwam in 1539. Hij was de bisschop die de verschijningen van Onze-Lieve-Vrouw van Guadalupe goedkeurde.

## Leven in Spanje
Hij trad in bij de Franciscanen, en in 1527 werd hij gardiaan in het klooster van Abrojo. Na een bezoek van keizer Karel V werd hij één van de vijf rechters van een heksentribunaal. Hij onderscheidde zich door te stellen dat de bewuste vrouwen leden aan hallucinaties, en niet aan bezetenheid. Dezelfde keizer beval hem aan om de eerste bisschop van Mexico te worden.

## Vertrek naar Mexico
Na op 20 december 1527 door de keizer te zijn aanbevolen als eerste bisschop van Mexico, vertrok hij als bisschop-elect in augustus 1528 uit Spanje naar Mexico, waar hij op 6 december 1528 aankwam. Een van de opdrachten die hij meekreeg was het beschermen van de Indianen. Hij reisde met Parada en Maldonado, twee ervaren bestuurders, auditoren genaamd, die aangesteld waren voor het wereldlijk gezag. Dezen stierven echter binnen twee weken na aankomst. Zij werden opgevolgd door hun metgezellen, Matienzo and Delgadillo, die samen met Nuño Beltrán de Guzmán voor een verschrikkelijk bestuur zorgden. Omdat Hernán Cortés in Spanje was, kregen ze vrij baan om de Indianen zware belastingen op te leggen, te mishandelen en in slavernij naar de Antillen weg te voeren.

## Tegenwerking
De bisschop had vanaf het begin veel tegenwerking te verduren van de auditoren. Ze erkenden zijn officiële opdracht als beschermer van de Indianen niet, temeer omdat hij nog geen bisschop was gewijd. De strijd kwam tot een hoogtepunt toen vroeg in 1530 de auditoren een priester en voormalig dienaar van Cortés uit een kerk lieten sleuren, martelen en vierendelen. De bisschop plaatste de stad onder een interdict en de Franciscanen trokken zich terug naar Texcoco. Met Pasen werd het edict ingetrokken, maar de auditoren werden nog voor een jaar langer geëxcommuniceerd. Op 15 juli 1530 kwam Cortés in Vera Cruz aan, nu met de titel Algemeen Kapitein van Nieuw Spanje. Het hof benoemde nieuwe auditores, waaronder Ramirze de Fuenleal, bisschop van Santo Domingo, en de advocaat Vasco de Quiroga, de latere bisschop van Michoacan. Toen de nieuwe auditores in december arriveerden kwam er vrede voor zowel de Indianen als voor Zumárraga. Matienzo en Delgadillo werden als gevangenen naar Spanje gestuurd, maar Nuño de Guzmán was tevoren al vertrokken naar Sinaloa.

## Vernietiging van inheemse cultuur
Juan de Zumarraga, bisschop van Mexico, ging er prat op 20.000 idolen en 500 tempels van indianen te hebben vernietigd. In november 1530 liet hij een bekeerde Azteekse aristocraat levend verbranden, omdat hij zich weer aan de verering van de regengod zou hebben overgegeven en later liet hij een groot vuur oprichten in de marktplaats van Texcoco van astronomische instrumenten, schilderingen, manuscripten en teksten met hiëroglyfen, die de conquistadores gedurende elf jaar met geweld aan de Azteken hadden ontrukt.

## De verschijning vanOnze-Lieve-Vrouw van Guadalupe
Bisschop Zumárraga had in het begin van zijn apostolaat door het wantrouwen van de Indianen en de tegenwerking van de conquistadores niet veel aan zijn eigenlijke werk, de evangelisatie van de Indianen, kunnen doen. In een moment van wanhoop had hij Maria gevraagd om Castiliaanse rozen in het midden van de winter, om hem te bevestigen in zijn opdracht. Deze kwamen met de verschijning van Maria aan Juan Diego op 12 december 1531.

## Benoeming in Spanje
In 1532 moest de bisschop van het hof van Karel V terug naar Spanje, omdat Delgadillo hem had zwartgemaakt. De aantijgingen tegen hem hadden tot gevolg gehad dat Karel V de bul van Paus Clemens VII van 2 september 1530, waarin hij Zumarraga tot bisschop benoemde niet had doorgestuurd. De laatste had echter weinig moeite de keizer te overtuigen, en zo werd hij bisschop gewijd in Valladolid op 27 april 1533 door Diego Ribera de Toledo, bisschop van Segovia, met Francisco Zamora de Orello, titulair bisschop van Brefny en Francisco Solís, bisschop van Drivasto (Albanië) als co-consecratoren. Na nog een jaar in Spanje te hebben gewerkt aan gunstige voorwaarden voor de indianen, keerde hij in oktober 1534 terug in Mexico City, samen met een aantal technici en zes leraressen voor de Indiaanse meisjes.

## Terugkeer in Mexico
De pastorale situatie veranderde dramatisch na de verschijningen van Maria op de heuvel Tepeyac. In 1536 waren er al 5 miljoen Indianen gedoopt. Dit leidde tot een vereenvoudiging van de doopritus, omdat er te weinig geestelijken waren om zovelen te dopen. Deze verkorte ritus werd op 1 juni 1537 door paus Paulus III in zijn bul "Altitudo divini consilii" geldig verklaard, maar tegelijk vanaf toen alleen in uitzonderlijke situaties toegestaan.
Omdat de Franciscanen al vanaf paus Adrianus VI' bul van 9 mei 1522 "Exponi nobis fecisti" alle rechten kregen om methoden te vinden om Indianen te evangeliseren, en dit recht door paus Paulus III werd bevestigd, voelden de reguliere bisschoppen zich onder druk gezet. Zumárraga probeerde zowel Franciscaanse oversten als seculiere bisschoppen met elkaar op één lijn te krijgen, wat hem goed lukte.  
Toen Bartolomé de las Casas het voor elkaar kreeg dat de Junta van Valladolid (1541-1542) de "Nuevas Leyes", de wetten tegen de slavernij, invoerden, lukte het hem in een overgangsperiode een burgeroorlog te voorkomen.

## Laatste jaren
De laatste jaren van de bisschop waren toegewijd aan het onderhouden en uitbouwen van de vele werken die hij had ondernomen voor het welzijn van zijn bisdom: de school voor de Indiaanse meisjes, het fameuze Colegio Tlaltelolco, de introductie van de eerste drukpers in de Nieuwe Wereld, de vele ziekenhuizen, het opzetten van handwerkersbedrijven en industrieën. Paus Paulus III scheidde op 11 februari 1546 de zetel van Mexico van die van Sevilla, en richtte het zelfstandige aartsbisdom Mexico op, met als suffragaan bisdommen Oaxaca, Michoacan, Tlaxcala, Guatemala en Ciudad Real de Chiapas. Bisschop Zumárraga werd de eerste aartsbisschop. De bul van zijn benoeming werd op 8 juli 1548 gestuurd, maar de bisschop was net een maand eerder gestorven.